# Feen-Palast
Der Feen-Palast (später Pallast-Theater) war eine Veranstaltungsstätte in Berlin von etwa 1893 bis 1910.

## Lage
Der Feen-Palast war ein großer Saalbau in den oberen Stockwerken eines an drei Seiten freistehenden Gebäudes an der St.-Wolfgang-Straße, der Burgstraße 22 (spätere Nr. 24) und der Heilige-Geist-Straße 5 in Berlin-Mitte. Das Gebäude stand am Ufer der Spree in direkter Nachbarschaft zur Berliner Börse.

## Geschichte
1885–1886 wurde das Gebäude als „Waaren-Börse“ nach Plänen aus dem Architekturbüro Cremer & Wolffenstein errichtet. Das Geschäftsmodell der Produktenbörse war nicht erfolgreich und so wurden einzelne Nebenräume abgetrennt und an Geschäftsleute vermietet. Der große Saal mit einer tonnenförmigen Glasdecke wurde anfangs für Konzerte und Ausstellungen genutzt.
1893 wurde der Saal in den Feen-Palast umgewandelt. Dort wurden regelmäßig Theaterstücke der leichten Unterhaltung und Varieté-Programme aufgeführt. Der Saal wurde auch für andere Veranstaltungen wie politische Versammlungen genutzt. Am 12. Mai 1898 sprach dort der SPD-Politiker Wilhelm Liebknecht zur politischen Lage.
Etwa 1910 wurde der Veranstaltungsbetrieb eingestellt. Um 1912 wurde das Gebäude abgerissen und durch einen Neubau des Architekturbüros  Reimer & Körte für die Mitteldeutsche Creditbank ersetzt.

## Persönlichkeiten
Direktoren
- Richard Winkler, mindestens 1895–1903, leitete auch das Varieté-Theater Alcazar
- Wilhelm Froebel, Co-Direktor 1895, Komiker
- Emil Ritter, 1910, letzter Direktor[5]